# تقويرة الأرداف

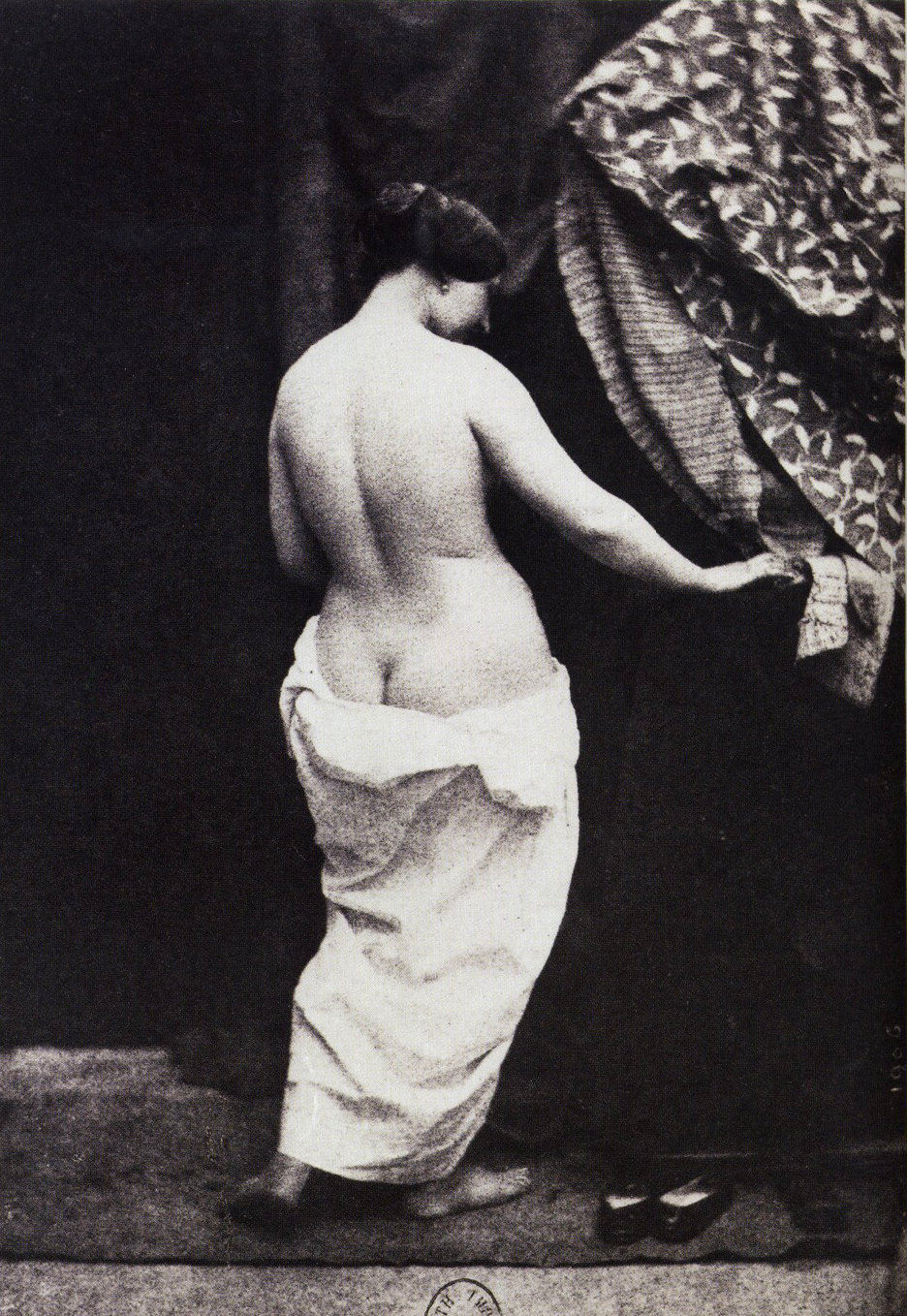
تصوير جوليان فالو دي فيلنوف (1854م)

تقويرة الأرداف هي كشف بسيط للأرداف والشق الألوي بينهما، غالبًا بسبب السراويل منخفضة الخصر. كرينا هو مصطلح رسمي للشق بين الأرداف.

## التاريخ
عندما واجه دبليو جي كاسيدي قضايا تتعلق بالفحش في الثلاثينيات من القرن الماضي، أوضح في مقال بعنوان "الأجزاء الخاصة: وجهة نظر قضائية" أن الكشف عن شق الأرداف قد يندرج تحت "الأجزاء الخاصة الأخرى" في القانون الأسترالي، على الرغم من أن الفحش بشكل عام ينطوي على فضح الأعضاء التناسلية.(منطقة الأعضاء التناسلية).
في أوائل العقد الأول من القرن الحادي والعشرين ، أصبح من المألوف للشابات والرجال كشف أردافهم بهذه الطريقة، غالبًا جنبًا إلى جنب مع الجينز منخفض الارتفاع . أطلقت عليه صحيفة سينسيناتي إنكويرر اسم "الانقسام الجديد"، وأعربت عن آراء مفادها أنه "من المستحيل تقريبًا العثور على الجينز لتغطية عظم الورك". في أغسطس 2001، مجلة ذا صن البريطانية احتفلت بـ "أسبوع انقسام المؤخرة" مدعية أن "المتشردين هم الثدي الجديد". ردًا على هذا الاتجاه، بثت ساترداي نايت لايف إعلانًا محاكاة ساخرة في حلقة 16 أبريل 2006 لمنتج يسمى "كريم فتحة عملة نيوتروجينا"، والذي ظهر فيه المضيف ليندسي لوهان .
جيفريز (2005)  حدد المصمم البريطاني ألكسندر ماكوين باعتباره منشئ الجينز الذي يكشف عن شق الأرداف، والمعروف باسم "بومستر". وبالمثل، براءة اختراع أمريكية عام 2002- رقم  6473908  يُسجل تصميم البنطلون مع جزء يغطي الأرداف قابل للإزالة ليكشف عن الانقسام. في منتصف العقد الأول من القرن الحادي والعشرين، أفادت صباح الخير يا أمريكا عن ارتفاع شعبية انقسام الأرداف بين المشاهير. في مقابلة  أجريت في وقت متأخر في عام 2002، قالت مغنية البوب أفريل لافين : "إن عرض مؤخرتي يشبه علامتي التجارية." 
في عام 2010، أفادت وسائل الإعلام عن ارتفاع شعبية التنانير القصيرة جدًا والسراويل القصيرة بين الإناث، والتي كشفت علنًا عن "تحت الأرداف" (أي الجزء السفلي من الأرداف ، والذي يشار إليه أيضًا باسم "الأرداف السفلية " أو "انقسام الأرداف العكسي")، بسبب تأييد المشاهير مثل المطربه ليدي غاغا . قام المصورون أيضًا بتصوير وشم القوس المتشرد لجيسيكا ألبا ، والذي يقع فوق انقسام مؤخرتها مباشرة.

## أنظر أيضاً
- خف الجمل
- تقويرة فستان
- ذيل الحوت